# Mbamti-Djoumbare
Mbamti-Djoumbare  est un village de la commune de Banyo situé dans la région de l'Adamaoua et le département du Mayo-Banyo au Cameroun.

## Population
En 1967, Mbamti-Djoumbare comptait 277 habitants, principalement Haoussa.
Lors du recensement de 2005, 918 personnes y ont été dénombrées.